# Campanula scheuchzeri
Campanula scheuchzeri là loài thực vật có hoa trong họ Hoa chuông. Loài này được Vill. mô tả khoa học đầu tiên năm 1779.